# Santa Creu de Canillo
L'església de la Santa Creu de Canillo és una església històrica d'arquitectura popular religiosa de l'època barroca situada a la riba esquerra del Valira d'Orient, al seu pas per Canillo, en l'antic camí ral on comença el camí que porta a Prats. Està protegida com a bé d'interès cultural en la classificació de monument.

## Història
L'església fou construïda a final del segle xvii i principi del segle xviii. La primera referència documental és de l'any 1712. En el retaule barroc figura la data 1739. L'any 2004 va ser objecte d'una restauració.
L'església de la Santa Creu s'aixecà en un lloc significatiu, no exempt de simbolisme, a l'extrem del poble, a la intersecció de l'eix del camí vell de Prats amb l'eix del carrer Major presidit per l'església de Sant Serni de Canillo.
Originàriament, fou un lloc de passatge obligat, era la confluència de dos espais ben diferenciats, un espai constituït pel poble de Canillo i un segon espai integrat pels prats i els camps de conreu en un context rural. Donava la benvinguda al poble i al mateix temps formalitzava la sortida de Canillo cap als altres nuclis habitats. L'evolució del nucli urbà del poble cap al marge esquerre del riu Valira d'Orient, i la construcció del pont de la Santa Creu, han modificat el paisatge de l'entorn originàriament rural, però manté la significació, els valors i el simbolisme històric. L'església, al marge del camí ral, constitueix un punt significatiu en la xarxa de camins. És un lloc de passatge, de pregària, d'aturada i aixopluc.

## Edifici
És un edifici de dimensions reduïdes configurat per una planta i absis rectangular amb una única coberta a dues aigües, amb campanar d'espadanya i porxo a la façana principal. La nau, amb dos contraforts adossats, està orientada en el sentit nord-oest, sud-est i està aixecada amb pedres mitjanes i petites. Ofereix un acabat arrebossat de morter de calç que només s'ha conservat a la façana principal i parcialment a la lateral nord-est. Les cobertes de la nau, l'absis i el porxo són de bigues de fusta i estan cobertes amb lloses de pissarra. A la façana principal, la nord-oest, s'obre la porta de l'església amb un arc de mig punt flanquejada per dues finestres i protegida per un porxo.

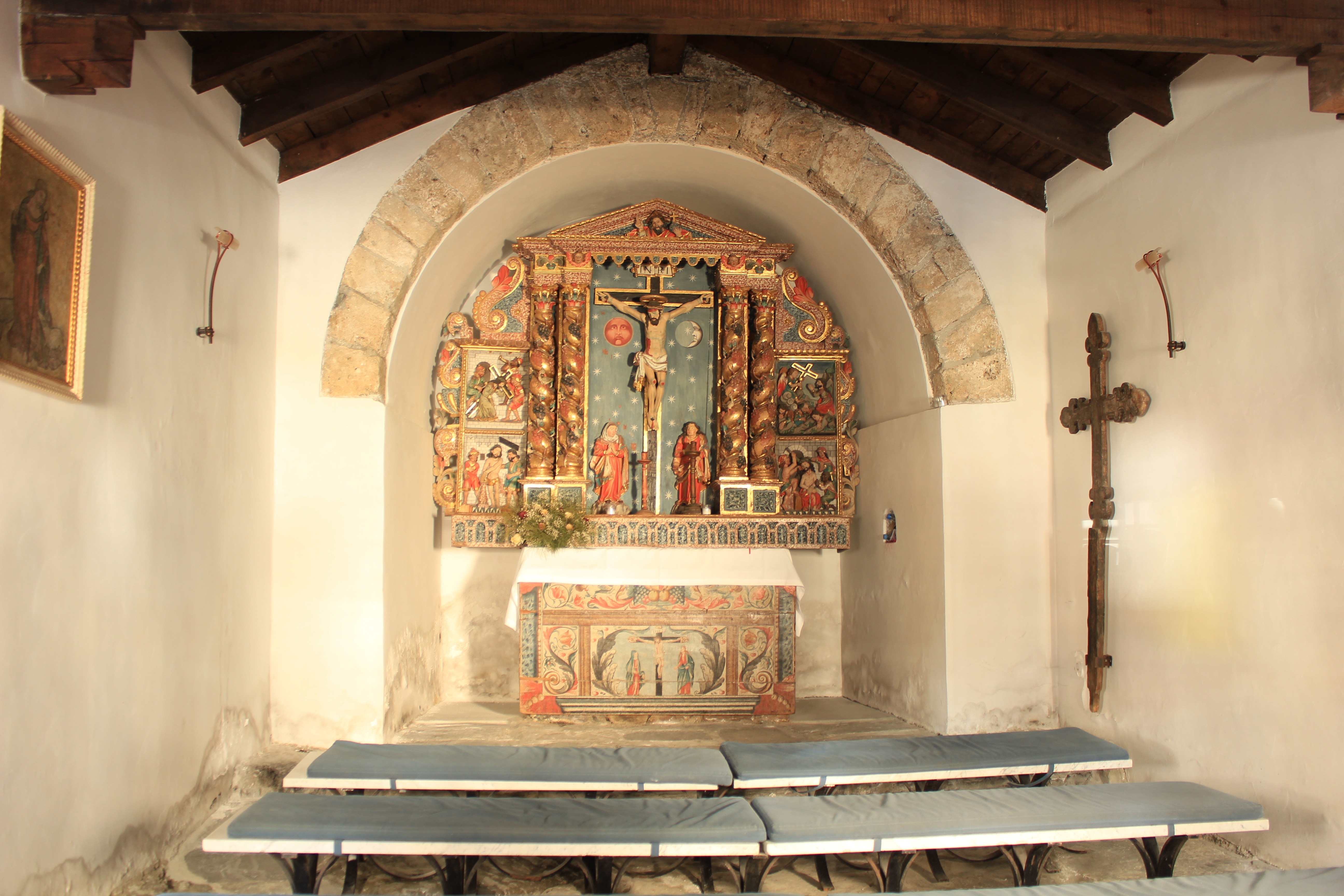
Altar major

El seu interior presenta una nau emblanquinada, un paviment de lloses de pissarra i un absis emmarcat per un arc triomfal realitzat amb pedra tosca. L'absis està presidit un retaule dedicat a, és d'un sol pis amb un
predomini del carrer central, on hi representada la crucifixió. La figura de
Crist és exempta, i les de i Sant Joan Evangelista són en alt relleu. L'escena
està emmarcada per columnes salomòniques daurades i decorades amb motius
vegetals i animals. Hi destaquen les figures del sol i la lluna a banda i banda
de la creu. Els carrers laterals estan constituïts per dues taules en alt
relleu amb escenes de la passió: la flagelació de Crist, amb espines,
Jesús camí del Calvari i Jesús a l'hort de les Oliveres. En el frontó del
retaule hi ha representat Déu Pare amb la mà dreta en actitud de benedicció. Al
peu de l'escena central figura una inscripció amb la data 1739.